# Omar Karamé
Pour les articles homonymes, voir Karamé.
Omar Karamé (en arabe : عمر كرامي) est un homme d'État libanais né le 7 septembre 1934 (ou le 7 mars 1935) et mort le 1er janvier 2015 . Karamé a été Premier ministre du Liban à deux reprises : de 1990 à 1992 et de 2004 à 2005.

## Biographie
Héritier d'une famille de notable sunnites, Karamé fait ses études à l'université américaine de Beyrouth et obtient un diplôme en droit au Caire. Fils de l'ancien Premier ministre Abdel Hamid Karamé, un des artisans de l'indépendance en 1943, et frère de l'ancien Premier ministre Rachid Karamé, tué en 1987 dans un attentat. La carrière politique d'Omar Karamé débute à la mort de son frère Rachid, quand il prend la présidence du Parti de la libération arabe, un parti influent dans la région de Tripoli. En 1989, il devient ministre de l'Éducation et de la Culture. Karamé est élu pour la première fois député de Tripoli, chef-lieu du Nord Liban, en 1992 puis réélu en 1996 et 2000.
Nommé chef du gouvernement pour la première fois le 24 décembre 1990, il doit démissionner le 13 mai 1992 sous la pression de la rue qui proteste contre la cherté de la vie.
Le 21 octobre 2004, il est à nouveau nommé Premier ministre en remplacement du démissionnaire Rafiq Hariri. Il démissionne le 28 février 2005, son gouvernement étant accusé par une partie de la population d'être, d'une manière ou d'une autre, responsable de la mort de Rafiq Hariri dans un attentat, le 14 février.
Le 28 février 2005, le parlement libanais choisit de nouveau Karamé comme Premier ministre. Il est chargé de former un gouvernement pendant que la Syrie procède au retrait de ses troupes du Liban. Il a aussi pour objectif de préparer les élections législatives devant se tenir avant fin mai 2005.
L'opposition « antisyrienne » accuse Karamé de chercher à retarder l'échéance électorale et refuse de participer à un gouvernement d'union nationale voulu par Karamé. À la suite de cet échec, Karamé démissionne le 13 avril et est remplacé le 15 par Najib Mikati. Il renonce à se présenter aux élections de juin 2005.
À partir de l’été 2006 et jusqu'à sa mort, il dirige le Rassemblement national, regroupant de nombreuses personnalités « prosyriennes », dont les anciens ministres Talal Arslan et Soleimane Frangié Jr.